# Leo Flavum
Leo Sasha Daniél Flavum, tidigare Björn Daniel Bengtsson (även hetat von Mosczinsky), född 21 september 1976 i Saxtorps församling i dåvarande Malmöhus län, är en svensk författare, kompositör och independentartist från Gränsfors.

## Musik
Flavum spelade under många år in, distribuerade och marknadsförde sin musik på egen hand vid sidan om de vanliga branschkanalerna. Musiken kan klassas som en blandning av syntpop, goth och kammarmusik.
Sju album har givits ut sedan debuten 1995. Ett åttonde, Twilight, utannonserades på dåvarande officiella webbplats under hösten 2008, men drogs in utan förklaring.
Senaste utgivningen är en singel, Rummage, som släpptes 2010 och är hittills den enda som det spelats in en officiell musikvideo till. I samband med denna video nämndes ytterligare ett album som hittills inte dykt upp (Persistence Of Vision).
Flavum har även samarbetat med andra artister i olika sammanhang. Bland dessa kan nämnas riksspelmannen Thomas von Wachenfeldt, den klassiske gitarristen Joel Sundkvist samt det progressiva rockbandet Lodge Doom.

## Författarskap
Flavum författardebuterade under våren 2012 med romanen Döden som gav liv (ISBN 978-91-637-0731-5). I maj, 2014 följdes den upp av Ljudet av mol tystnad (ISBN 978-91-637-0732-2), som enligt baksidestexten är att räkna som en fristående uppföljare. 
I båda böckerna förekommer det konstruerade språket xhaimeran, vilket också tidigare har dykt upp i Flavums musik.

## Konstruerat språket Xhaimeran
Xhaimeran är ett konstgjort språk konstruerat av Flavum. Förutom i hans egna romaner Döden som gav liv (ISBN 978-91-637-0731-5) och Ljudet av mol tystnad (ISBN 978-91-637-0732-2) förekommer språket även i Arunima Rosenblads Trollsländans folk (ISBN 9789198034301), där det talas av de sk. Alvgrim.
I ett reportage i den Gävlebaserade kulturtidskriften Magasin 21 (#1/13, sidan 25) nämner Flavum en språkresurs på omkring 16000 glosor samt komplett grammatik. Samma artikel inkluderar också en xhaimerisk översättning av Dan Anderssons dikt Jag väntar...

## Övrigt
Leo Flavum har även samarbetat med konstnärinnan Petra Shara Stoor, åt vilken han bidragit med poesi, koncept och kreativ rådgivning. Tillsammans med hennes konstverk har Flavums poem och texter exponerats bland annat under Where Art You-utställningen i Milano, 2012.